# Miirrha Alhambra
Pauline Joutard (1890–1957) va ser una pianista mexicana nascuda a França que va actuar sota el nom artístic de Miirrha Alhambra.
Va estudiar amb la seva germana Flora Joutard a Bad Homburg abans de fer una gira juntes per Europa  i Amèrica del Sud a principis de la dècada del 1900. Un amic la va portar a Mèrida de Mèxic a actuar on es coneixia i es casaria amb el seu marit, Domingo Fernando Evia y Barbachano (1883–1977), un ric terratinent mexicà que era membre de dues famílies destacades en la política i la cultura de Yucatán des de mitjan segle XIX. Una d'aquetses famílies ha estat descrita com "una de les més poderoses de l'oligarquia de Yucatán".
El 30 de juny de 1912 va arribar amb el seu marit i el seu fill Edgar de Evia de dos anys a la ciutat de Nova York a bord del transatlàntic "Progreso".